# Costinha
Francisco José Rodrigues da Costa, poznatiji kao Costinha (Lisabon, 1. prosinca 1974.) bivši je portugalski nogometaš i trener. Pod vodstvom Joséa Mourinha, igrač je u dresu Porta osvojio Kup UEFA, a godinu potom i Ligu prvaka.
S Portugalom je nastupao na jednom svjetskom (2006.) te dva europska (2000. i 2004.) prvenstva. Najznačajniji rezultat je ostvaren na EURU 2004. kada je Portugal kao domaćin stigao do finala gdje je neočekivano izgubio od Grčke.

## Karijera

### Klupska karijera
Igrač je rođen u Lisabonu kao sin oca Angolca koji je emigrirao u portugalsku prijestolnicu tijekom 1960-ih. U rodnom gradu je započeo karijeru igrajući najprije za mladu momčad Orientala a kasnije za seniore.
Nakon jedne sezone u Machicu i Nacionalu, Costinhu u ljeto 1999. godine kupuje monegaški Monaco. U novom klubu je uskoro izborio mjesto u prvoj momčadi te je s njime osvojio Ligue 1 u sezoni 1999./00. Poslije četiri sezone, igrač se vraća u domovinu gdje potpisuje za Porto. Ondje je bio ključna karika kluba u veznom redu, jer je klub osvojio dva uzastopna naslova portugalskog prvaka kao i Kup UEFA te Ligu prvaka. Na putu do europskog trona, Costinha je zabio ključan pogodak u osmini finala protiv Manchester Uniteda kojim je Porto osigurao nastavak natjecanja.
Tijekom svibnja 2005. godine, moskovski Dinamo kupuje čak trojicu Portovih igrača: Costinhu, Manichea i Seitaridisa dok je još početkom godine doveo i Derleija. Međutim, Portugalac se u novom klubu nije zadržao dugo tako da je već sljedeću sezonu proveo u Atlético Madridu.
U Atalantu prelazi tijekom kolovoza 2007. Zbog brojnih ozljeda, igrač je za talijanski klub odigrao svega jednu prvenstvenu utakmicu. Zbog nemogućnosti igranja ali i velike godišnje plaće od 700.000 eura, klub se odlučio riješiti Costinhe. Nakon neuspješnih pokušaja dogovora o raskidu ugovora, Atalanta je pokušala poništiti ugovor i putem talijanskog nogometnog saveza, ali također bez uspjeha. Costinha je klub napustio tek 23. veljače 2010. uz uzajamni pristanak. Nakon toga se igrački umirovio a ubrzo je imenovan sportskim direktorom Sporting Lisabona, zamijenivši smijenjenog Ricarda Sá Pinta. Na toj poziciji je bio do 9. veljače 2011. kada je otpušten zbog interviewa danog kanalu Sport TV gdje je kritizirao klupsko vodstvo.
Isti posao je obavljao i u švicarskom Servetteu gdje je otpušten zbog loših rezultata.

### Reprezentativna karijera
Costinha je za Portugal debitirao 14. listopada 1998. godine u kvalifikacijskoj utakmici za EP-u 2000. godine protiv Slovačke. Reprezentacija je tada izborila nastup na samom turniru gdje je Costinha u utakmici skupine protiv Rumunjske zabio gol u četvrtoj minuti sudačke nadoknade za minimalnu 1:0 pobjedu.
S reprezentacijom je još igrao na EP-u 2004. godine te Svjetskom prvenstvu 2006. godine. Posljednju utakmicu u nacionalnom dresu odigrao je 11. listopada 2006. godine protiv Poljske.

#### Pogoci za reprezentaciju
| #  | Datum            | Mjesto               | Protivnik | Pogodak | Rezultat | Natjecanje            |
| -- | ---------------- | -------------------- | --------- | ------- | -------- | --------------------- |
| 1. | 17. lipnja 2000. | Arnhem, Nizozemska   | Rumunjska | 1 : 0   | 1 : 0    | EURO 2000             |
| 2. | 7. rujna 2002.   | Birmingham, Engleska | Engleska  | 1 : 1   | 1 : 1    | Prijateljska utakmica |

### Trenerska karijera
Dana 18. veljače 2013. godine Beira-Mar je angažirala Costinhu kao novog trenera. Klub je napustio već 22. svibnja nakon što je s njime ispao iz prve lige kao posljednji na prvenstvenoj tablici. Mjesec dana nakon tog neuspjeha, Costinhu je angažiralo vodstvo Paços de Ferreire da vodi klub u kvalifikacijama za Ligu prvaka u sezoni 2013./14. Za asisenta je imenovao bivšeg suigrača Manichea, međutim, s klubom nije uspio izboriti Ligu prvaka te je otpušten nakon nekoliko mjeseci zbog loših rezultata.

## Osvojeni trofeji

### Klupski trofeji
| Klub      | Trofej                 | Sezona    |
| Francuska | Francuska              | Francuska |
| --------- | ---------------------- | --------- |
| AS Monaco | Francusko prvenstvo    | 1999./00. |
| Portugal  |                        |           |
| Porto     | Portugalsko prvenstvo  | 2002./03. |
| Porto     | Portugalski kup        | 2003.     |
| Porto     | Kup UEFA               | 2003.     |
| Porto     | Portugalski Superkup   | 2003.     |
| Porto     | Portugalsko prvenstvo  | 2003./04. |
| Porto     | Liga prvaka            | 2004.     |
| Porto     | Portugalski Superkup   | 2004.     |
| Porto     | Interkontinentalni kup | 2004.     |

### Reprezentativni trofeji
| Turnir         | Trofej | Godina |
| -------------- | ------ | ------ |
| EP u Portugalu | Srebro | 2004.  |

### Ordeni
Ordem de Nossa Senhora da Conceição de Vila Viçosa: 2006.

## Vanjske poveznice
- National Football Teams.com